# Michael Wolff (musicus)
Michael Wolff (New Orleans, 31 juli 1952) is een Amerikaans jazzpianist, componist en singer-songwriter.

## Persoonlijk
Wolff groeide op in Memphis en San Francisco. Hij leerde piano spelen op zijn achtste jaar en ging naar U.C.L.A. en U.C. Berkeley. Wolff is getrouwd met actrice, schrijver, producer en regisseur Polly Draper. Ze hebben twee kinderen, Nat Wolff en Alex Wolff. De familie Wolff is Joods. Wolff heeft het syndroom van Gilles de la Tourette.

## Discografie
- 2AM
- Jumpstart!
- Portraiture: The Blues Period
- Christmas Moods
- 2000 – The Tic Code Soundtrack – Componist
- 2000 – Impure Thoughts (Indianola Music) – Componist
- 2001 – Intoxicate (Indianola Music) – Componist
- 2003 – Getting Into Heaven Soundtrack – Componist en producer
- 2004 – Dangerous Vision (Artemis Records) – Componist
- 2006 – Love & Destruction (Wrong Records) – Componist
- 2007 – jazz, JAZZ, jazz – Componist en producer
- 2007 – The Naked Brothers Band – Producer
- 2008 – I Don't Want To Go To School – Producer